# Karo Murat
Karo Murat (armenisch Կարո Մուրատ, eigentlich armenisch Կարապետ Մուրադյան Karapet Muradjan; * 2. September 1983 im Irak) ist ein deutscher Boxer armenischer Abstammung. Er war unter anderem Europameister im Supermittelgewicht und Halbschwergewicht sowie WM-Herausforderer der IBF im Halbschwergewicht.

## Herkunft und Jugend
Murat wurde im Irak als Angehöriger der armenischen Bevölkerungsminderheit geboren. Seine Familie gelangte über Armenien 1993 nach Deutschland, wo Murat im fränkischen Kitzingen aufwuchs, das er neben Armenien als seine Heimat ansieht. Im Alter von 13 Jahren begann er mit dem Boxsport.
Murat wohnt in Kitzingen und Berlin.

## Boxkarriere
Während seiner Amateurlaufbahn war er mehrfach Landesmeister in Bayern. Er ging für Kitzingen, Würzburg, Eichstätt, Nürnberg und Hamm an den Start und bestritt 118 Amateurkämpfe, von denen er 90 gewann.
Von 2006 bis 2014 war Murat Profiboxer beim Sauerland-Boxstall, dem bereits namhafte Größen wie Henry Maske, Sven Ottke, Arthur Abraham und Marco Huck angehörten. Trainiert wurde er von Ulli Wegner. Sein Profidebüt gab er am 23. September 2006 in Hattersheim am Main gegen den Slowaken Matus Sestak und gewann durch K. o. in Runde 1. Er gewann seine ersten 22 Kämpfe in Folge, davon 13 durch K. o., wovon sechs bereits in der ersten Runde zustande kamen.
Am 18. August 2007 besiegte er in Berlin den Karibischen Meister der WBC Jermain Mackey durch einstimmigen Punktesieg. Am 29. Dezember desselben Jahres schlug er in Bielefeld auch den ehemaligen Latino-Meister der WBC, Emiliano Cayetano durch technischen Knockout (TKO) in Runde 7. Im Jahr 2007 bestritt er insgesamt elf Kämpfe, nahezu einen jeden Monat.
Am 16. Februar 2008 gewann er durch technischen K. o. in Runde 10 gegen Sergey Kharchenko den externen EU-Titel der EBU, einen Aufbautitel der Europameisterschaft. In seinem nächsten Kampf am 12. April wurde er schließlich neuer Europameister der EBU im Supermittelgewicht; Er siegte einstimmig nach Punkten gegen den ehemaligen WBC-Weltmeister und zweifachen Europameister Cristian Sanavia aus Italien. Seinen Europatitel verteidigte er anschließend durch Punktesieg gegen den späteren WBA-Weltmeister Gabriel Campillo, sowie beim Rückkampf gegen Sanavia durch technischen K. o. in Runde 10.
Am 29. August 2009 wurde er durch Punktesieg gegen Serhiy Demchenko neuer Interkontinentaler Meister der WBO im Halbschwergewicht und verteidigte den Titel am 30. Januar 2010 durch TKO in Runde 2 gegen Sean Corbin aus Guyana und am 1. Mai 2010 durch Punktesieg gegen den US-Amerikaner Tommy Karpency.
Am 18. September 2010 boxte er in einem Titelausscheidungskampf um die Chance auf den WBO-Weltmeistertitel gegen den ungeschlagenen Briten Nathan Cleverly; Murat verlor den Kampf in Birmingham, der Heimatstadt seines Gegners, durch TKO in Runde 10.
Nach einem gewonnenen Aufbaukampf fünf Monate später gewann er am 7. Mai 2011 durch TKO in Runde 11 gegen Otis Griffin den Interkontinentalen Meistertitel der IBF im Halbschwergewicht.
Am 1. Oktober 2011 bestritt er in Neubrandenburg einen Titelausscheidungskampf des IBF-Verbandes gegen Gabriel Campillo, den er in der ersten Begegnung mehr als drei Jahre zuvor noch nach Punkten besiegt hatte. Diesmal endete der Kampf nach zwölf Runden unentschieden, nachdem ein Punktrichter den Kampf unentschieden gewertet hatte und je ein Punktrichter für Campillo und Murat wertete.
In der Boardwalk Hall von Atlantic City (New Jersey) kämpfte Murat am 27. Oktober 2013 gegen Bernard Hopkins, den zu dieser Zeit amtierenden IBF-Weltmeister. Murat unterlag Hopkins in diesem zwölf Runden langen Kampf laut einstimmigem Urteil der Ringrichter nach Punkten.
Am 25. April 2015 besiegte er Benjamin Simon (25-1) vorzeitig in der siebten Runde. Im Dezember 2015 unterlag er durch K. o. gegen Sullivan Barrera.
Am 1. Juli 2017 gewann Murat den Titel des Europameisters im Halbschwergewicht nach Version der EBU, nachdem er den Freyburger ehemaligen Junioren-Weltmeister Dominic Bösel, durch TKO in der elften Runde besiegte.
Am 24. März 2018 besiegte er Travis Reeves beim Kampf um den vakanten IBO-WM-Titel, welchen er am 15. Dezember 2018 an Sven Fornling verlor.

## Liste der Profikämpfe
| Kampf | Ergebnis      | Gegner                   | Typ             | Runden  | Datum             | Ort                                          | Anmerkungen                                    |
| ----- | ------------- | ------------------------ | --------------- | ------- | ----------------- | -------------------------------------------- | ---------------------------------------------- |
| 40    | Sieg          | Norbert Dabrowski        | TKO             | 10 (10) | Oktober 2022      | Prime Hall Complex, Jerevan                  |                                                |
| 39    | Sieg          | Adnan Deronja            | RTD             | 3 (8)   | Juni 2022         | Universum Gym, Hamburg                       |                                                |
| 38    | Sieg          | Norbert Szekeres         | KO              | 6 (8)   | Mai 2022          | Inselparkhalle, Wilhelmsburg                 |                                                |
| 37    | Niederlage    | Sven Fornling            | Punktniederlage | 12 (12) | 15. Dezember 2018 | Sporthalle Hamburg, Hamburg                  | IBO-Meister, gescheiterte Titelverteidigung    |
| 36    | Sieg          | Travis Reeves            | TKO             | 12 (12) | 24. März 2018     | Inselparkhalle, Wilhelmsburg                 | IBO-Meister, Titel vakant                      |
| 35    | Sieg          | Dominic Bösel            | TKO             | 11 (12) | 1. Juli 2017      | Ballsport Arena, Dresden                     | EBU-Europameister, Titel vakant                |
| 34    | Sieg          | Yevgeni Makhteienko      | TKO             | 12 (12) | 17. Sep 2016      | Göppingen                                    | WBA-Interkontinentalmeister, Titel vakant      |
| 33    | Sieg          | Esteban Hillman Tababary | TKO             | 1 (10)  | 4. Juni 2016      | Autohaus Duerkop, Kassel                     |                                                |
| 32    | Sieg          | Aleksandar Todorovic     | Punktsieg       | 6       | 13. Feb 2016      | ECB Boxgym, Hamburg                          |                                                |
| 31    | Niederlage    | Sullivan Barrera         |                 | 5 (12)  | 12. Dez 2015      | Civic Auditorium, Glendale, Kalifornien      | IBF-Meister, Titelverteidigung                 |
| 30    | Sieg          | Benjamin Simon           | TKO             | 7 (12)  | 25. April 2015    | Columbiahalle, Berlin                        | IBF-Meister, Titel vakant                      |
| 29    | Sieg          | Leo Tchoula              | TKO             | 4 (10)  | 31. Okt 2014      | Kugelbake-Halle, Cuxhaven                    |                                                |
| 28    | Niederlage    | Bernard Hopkins          | Punktniederlage | 12      | 26. Okt 2013      | Boardwalk Hall, Atlantic City, New Jersey    | IBF-Meister, Titelverteidigung                 |
| 27    | Sieg          | Sandro Siproshvili       | TKO             | 7 (8)   | 2. Juni 2012      | Herning Kongrescenter Herning, Dänemark      |                                                |
| 26    | Unentschieden | Gabriel Campillo         | Punktsieg       | 12      | 1. Okt 2011       | Jahnsportforum, Neubrandenburg               | IBF-Interkontinentalmeister, Titelverteidigung |
| 25    | Sieg          | Otis Griffin             | TKO             | 11 (12) | 7. Mai 2011       | Jahnsportforum, Neubrandenburg               | IBF-Interkontinentalmeister, Titel vakant      |
| 24    | Sieg          | Christian Cruz           | Punktsieg       | 8       | 12. Feb 2011      | RWE Rhein-Ruhr Sporthalle, Mülheim           |                                                |
| 23    | Niederlage    | Nathan Cleverly          | TKO             | 9 (12)  | 18. Sep 2010      | LG Arena, Birmingham, Vereinigtes Königreich | WBO-Meister                                    |
| 22    | Sieg          | Tommy Karpency           | Punktsieg       | 12      | 1. Mai 2010       | Weser-Ems-Halle, Oldenburg                   | WBO-Interkontinentalmeister                    |
| 21    | Sieg          | Shawn Corbin             | TKO             | 2 (12)  | 30. Jan 2010      | Jahnsportforum, Neubrandenburg               | WBO-Interkontinentalmeister, Titelverteidigung |
| 20    | Sieg          | Serhiy Demchenko         | Punktsieg       | 12      | 29. Aug 2009      | Gerry Weber Stadium, Halle                   | WBO-Interkontinentalmeister, Titelverteidigung |
| 19    | Sieg          | Cristian Sanavia         | TKO             | 10 (12) | 28. Feb 2009      | Jahnsportforum, Neubrandenburg               | EBU-Meister                                    |
| 18    | Sieg          | Gabriel Campillo         | Punktsieg       | 12      | 20. Sep 2008      | Seidensticker Halle, Bielefeld               | EBU-Meister, Titelverteidigung                 |
| 17    | Sieg          | Cristian Sanavia         | Punktsieg       | 12      | 12. Apr 2008      | Jahnsportforum, Neubrandenburg               | EBU-Meister, Titelverteidigung                 |
| 16    | Sieg          | Sergey Kharchenko        | TKO             | 10 (12) | 16. Feb 2008      | Nürnberger Arena, Nürnberg                   | EBU-Meister, Titelverteidigung                 |
| 15    | Sieg          | Emiliano Cayetano        | TKO             | 7 (8)   | 29. Dez 2007      | Seidensticker Halle, Bielefeld               |                                                |
| 14    | Sieg          | Gabor Balogh             | TKO             | 1 (8)   | 24. Nov 2007      | Stadthalle, Steyr, Österreich                |                                                |
| 13    | Sieg          | Szabolcs Rimovszky       | KO              | 2 (8)   | 15. Sep 2007      | Frankie’s BF Arena, Oberpullendorf           |                                                |
| 12    | Sieg          | Jermain Mackey           | Punktsieg       | 8       | 18. Aug 2007      | Max Schmeling Halle, Berlin                  |                                                |
| 11    | Sieg          | Sergey Botnikov          | KO              | 4 (4)   | 30. Juni 2007     | Olimpijski, Moskau, Russland                 |                                                |
| 10    | Sieg          | Mustapha Stini           | Aufgabe         | 2 (6)   | 26. Mai 2007      | Jako Arena, Bamberg                          |                                                |
| 9     | Sieg          | Nicolas Perillo          | Punktsieg       | 6       | 8. Mai 2007       | Pabellon San Jose, Guadalajara, Spanien      |                                                |
| 8     | Sieg          | Sergey Gribkov           | Punktsieg       | 6       | 24. März 2007     | Yunost, Kaliningrad, Russland                |                                                |
| 7     | Sieg          | Pavels Lotahs            | Punktsieg       | 6       | 3. März 2007      | Stadthalle, Rostock                          |                                                |
| 6     | Sieg          | Mirko Sinovcic           | TKO             | 1 (6)   | 17. Feb 2007      | Universal Hall, Berlin                       |                                                |
| 5     | Sieg          | Yves Romainville         | KO              | 1 (6)   | 20. Jan 2007      | St. Jakob Halle, Basel, Schweiz              |                                                |
| 4     | Sieg          | Biagio Patera            | Punktsieg       | 4       | 16. Dez 2006      | BigBox, Kempten                              |                                                |
| 3     | Sieg          | Petr Rykala              | TKO             | 1 (4)   | 18. Nov 2006      | Stadthalle, Steyr, Österreich                |                                                |
| 2     | Sieg          | Tanju Guenes             | KO              | 1 (4)   | 4. Nov 2006       | RWE Rhein-Ruhr Sporthalle, Mülheim           |                                                |
| 1     | Sieg          | Matus Sestak             | KO              | 1 (4)   | 23. Sep 2006      | Karl Eckel Halle, Hattersheim am Main        |                                                |